# Jean Arnaud-Durand
Jean Arnaud-Durand, né le 26 octobre 1897 à l'Herm (Ariège) et mort le 29 octobre 1973 dans le 14e arrondissement de Paris, est un poète français.

## Biographie
Il est inhumé au cimetière de Montmartre (division 3).

## Œuvres
- Les Chansons du Trimard, Éditions du Sablier, 1941, prix de poésie populiste, 1942.
- Montségur Roc Tragique, Éditions Subervie, 1954, tragédie en quatre actes.
- Recevoir du Temps… (recueil de poèmes), 1960, prix Saint-Cricq-Theis[2].
- Florilège poétique, (recueil de poèmes), 1972[3].

## Distinction
Pour Recevoir du Temps…, Jean Arnaud-Durand a reçu en 1960 le prix de la fondation Saint-Cricq-Theis, créé en 1911 et attribué à un ouvrage de poésie spiritualiste, morale, patriotique, dramatique ou autre... Il s'éleva à 25 000 francs.